# Meiofauna
A meiofauna ou meiobentos é o conjunto de animais que vivem enterrados no solo ou no sedimento de ecossistemas aquáticos e que passam por peneiras com malhas de 0,5 mm mas ficam retidos em malhas de 0,045 mm . Esses organismos desempenham um importante papel no ciclo de nutrientes e no fluxo de energia dos níveis inferiores para os superiores na rede trófica marinha, estuarina, dos lagos e do solo de ecossistemas terrestres.
Os principais representantes desta são Nematoda e Copepoda.